# Búnquer

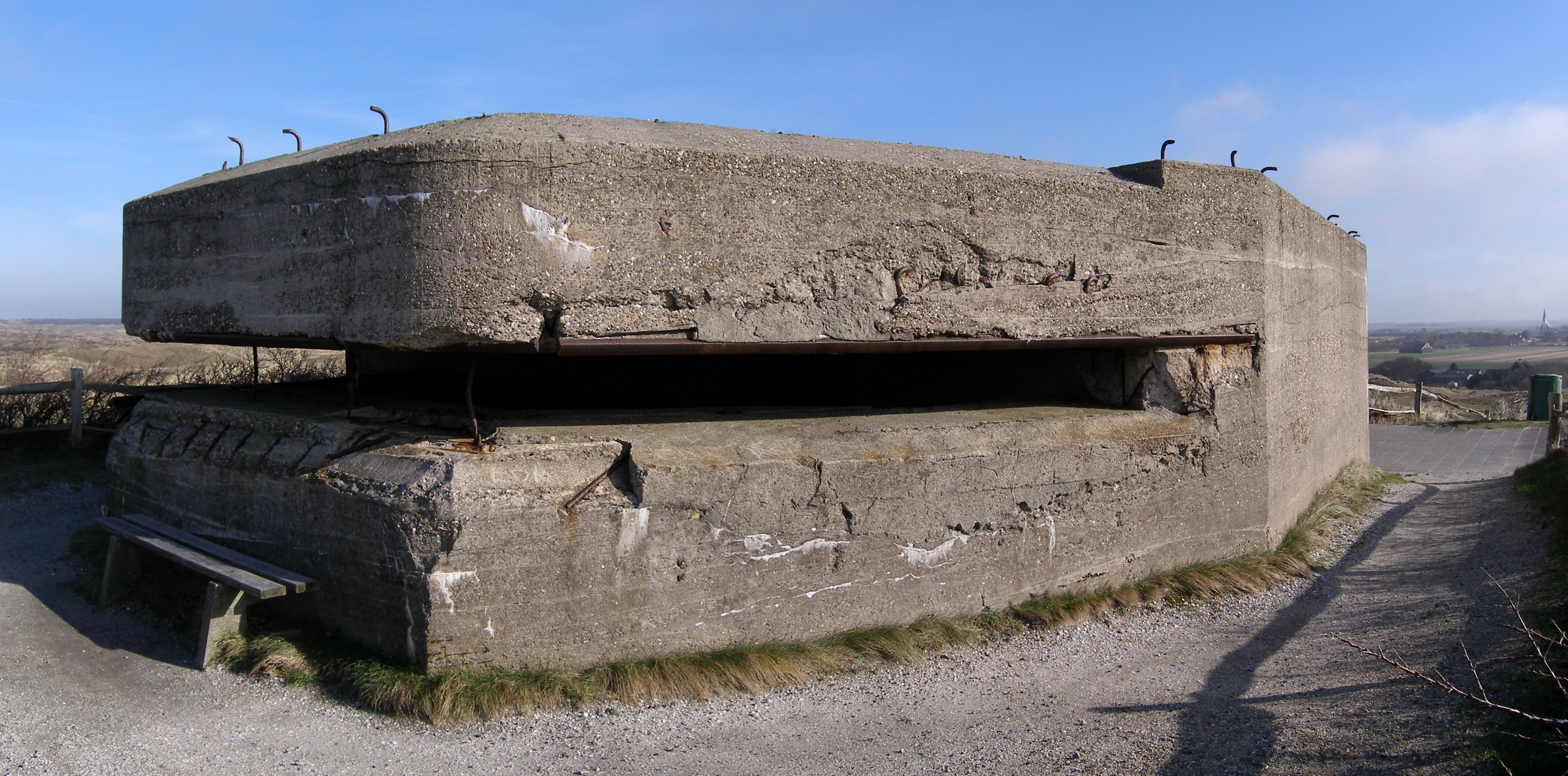
Um bunker de concreto nos Países Baixos.

Um búnquer (do alemão bunker, possivelmente de origem ânglica escocesa; pronúncia em alemão: [búnkәr]) é uma estrutura ou reduto fortificado, parcialmente ou totalmente construído embaixo da terra (subterrâneo), feito para resistir a projéteis de guerra. Alguns tipos de búnqueres podem ser considerados sinônimos de casamata.

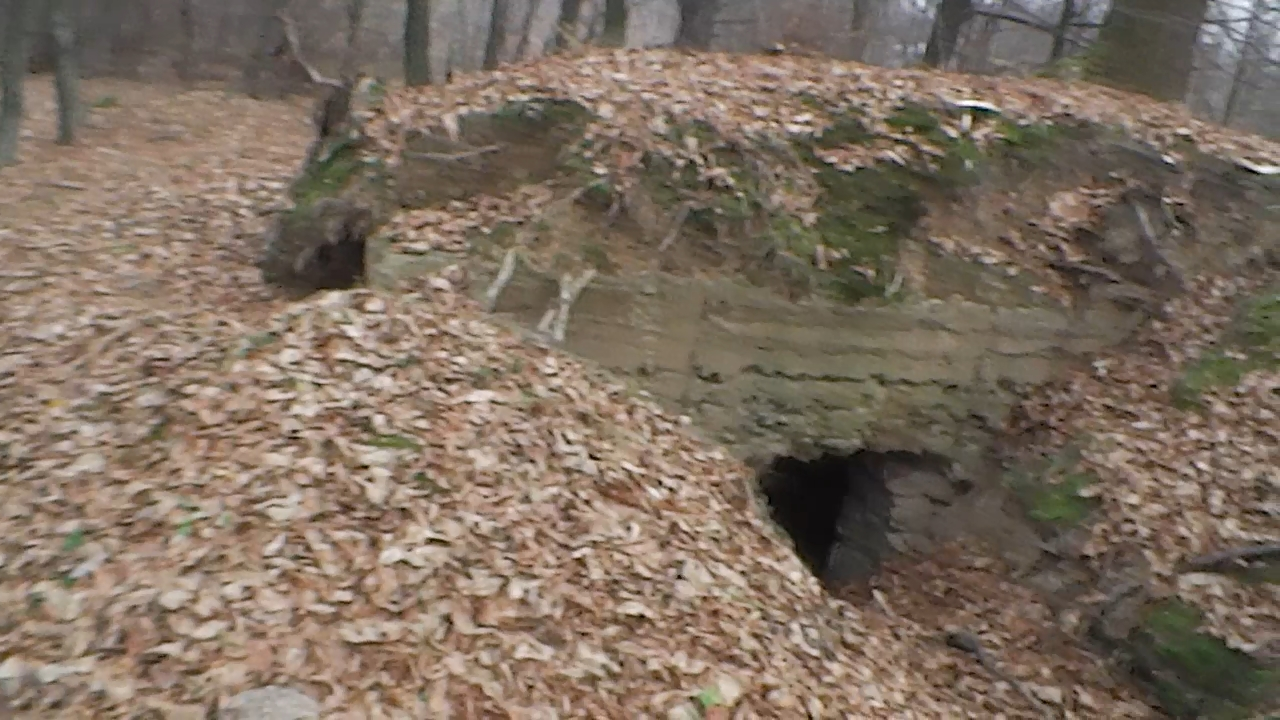
Um búnquer austríaco usado durante a Primeira Guerra Mundial.

Por extensão, a palavra búnquer também passou a ser usada com o sentido genérico de abrigo muito protegido.
A palavra búnquer ganhou o sentido de "abrigo protegido debaixo da terra" na língua alemã, durante a Primeira Guerra Mundial. Durante esse conflito e nos anos seguintes, esse sentido da palavra ficou restrito à língua alemã. Na Segunda Guerra Mundial, com a fama mundial atingida, entre outros, pelo búnquer de Adolf Hitler, o sentido de "abrigo subterrâneo" de búnquer globalizou-se, entrando também para as línguas inglesa, francesa, espanhola e portuguesa.